# Hammerheart Records
Hammerheart Records est un label discographique néerlandais de heavy metal, basé à Fauquemont, dans la province de Limbourg. Le label prend le nom de Karmageddon Media entre 2003 et 2010.

## Histoire
Le label est fondé en 1995 par Peter van Ool et Guido Heijnens. La première sortie du label est un split entre le groupe allemand de pagan metal Tumulus, et le groupe norvégien de viking metal Mock. Les autres sorties incluent des groupes de black metal, death metal et pagan metal comme Ancient Rites, Aeternus ou Hagalaz' Runedance. Parmi les sorties notables figurent le groupe grec Septicflesh et les bootlegs Zero Tolerance I et II, sortis sous le nom de Chuck Schuldiner et son groupe Control Denied, mais avec des répétitions et des enregistrements live du groupe Death. Cela conduit à un litige avec Schuldiners Estate et à un retrait du disque en octobre 2009.
En mars 2002, le label signe avec le groupe Divercia et se sépare du groupe Throneaeon en mai 2002. En 2003, Hammerheart Records fait face à des problèmes financiers, et la décision est prise de continuer sous le nom de Karmageddon Media en septembre 2003,. Les deux fondateurs trouvent un nouveau distributeur avec Plastic Head Distribution qui commence à opérer dès le 1er octobre 2003,. Le groupe Severe Torture se sépare de Karmageddon en 2004.
En 2016, le label signe le groupe Konkhra et signe avec Pestilence alors nouvellement reformé en 2017.
En mai 2021, le label signe Lord Belial. En début d'octobre 2023, le label signe les groupes Vintersborg et Dimbild, et étend son contrat avec le groupe Sear Bliss. À cette même date et en 28 ans d'existence, le label a collaboré avec des groupes notoires tels que At the Gates, Children of Bodom, Cradle of Filth, Cryptopsy, Dead Head, Dimmu Borgir, Dismember, Dissection, Emperor, Flotsam and Jetsam, The Gathering, God Dethroned, Gorefest, In the Woods..., Nightwish, Pestilence, Primordial, Vader, et Wehrmacht.

## Discographie sélective

### Hammerheart Records
- 1995 : Tumulus/Mock - Hymns and Dirges/Cold Winter[13]
- 1995 : In the Woods... - A Return to the Isle of Men
- 1999 : Carpe Tenebrum - Mirrored Hate Painting
- 1999 : Manes - Under ein blodraud maane
- 1999 : Thyrfing - Hednaland
- 2000 : Primordial - Spirit the Earth Aflame
- 2001 : Skyfire - Timeless Departure
- 2001 : VON - Satanic Blood (bootleg)
- 2001 : Compilation In Conspiracy with Satan – A Tribute to Bathory (réédition)
- 2002 : Necrophobic - Bloodhymns
- 2002 : Cruachan - Tuatha Na Gael (réédition)
- 2002 : Danse Macabre - Matters of the Heart
- 2002 : Hagalaz' Runedance - Frigga's Web
- 2003 : Ancient Rites - Dim Carcosa
- 2016 : Sisters of Suffocation - Brutal Queen

### Karmageddon Media
- 2003 : Torture Killer - For Maggots to Devour
- 2004 : Aeternus - Shadows of Old
- 2004 : Forefather - Ours Is the Kingdom
- 2004 : Septicflesh - Sumerian Daemons
- 2004 : Compilation Nordic Metal – A Tribute to Euronymous (réédition)
- 2004 : Chuck Schuldiner - Zero Tolerance (Bootleg)
- 2004 : Occult - Elegy for the Weak
- 2004 : Ad Vitam Aeternam - Abstract Senses
- 2004 : Dark Funeral/VON - Devil Pigs (Bootleg)
- 2005 : Mael Mórdha - Cluain Tarbh
- 2005 : Ribspreader - Congregating the Sick
- 2005 : Severe Torture - Bloodletting
- 2005 : Glittertind - Til Dovre Faller
- 2005 : Dismember - Like an Everflowing Stream (réédition)
- 2005 : Mercenary - First Breath